# Eloceria grandis
Eloceria grandis är en tvåvingeart som beskrevs av Louis-Paul Mesnil 1973. Eloceria grandis ingår i släktet Eloceria och familjen parasitflugor.
Artens utbredningsområde är Schweiz. Inga underarter finns listade i Catalogue of Life.